# Saluzzo
Saluzzo (francouzsky Saluces, piemontsky Salusse, okcitánsky Saluças) je město v Itálii s přibližně 17 tisíci obyvateli. Patří k provincii Cuneo v oblasti Piemont. Leží na úpatí Alp 60 km jižně od Turína a protéká jím řeka Pád. 
Saluzzo je pojmenováno podle ligurského kmene Salluvii. Součástí Římské říše se stalo v době, kdy byl konzulem Marcus Fulvius Flaccus. Patronem města je svatý Theofredus (Chiaffredo), legionář umučený za vlády císaře Diokleciána. Ve středověku bylo sídelním městem Markrabství Saluzzo, později patřilo Francouzům a Savojským.
Město oplývá památkami, jako je pevnost La Castiglia nebo radnice se zvonicí. Gotická katedrála Nanebevzetí Panny Marie byla postavena v letech 1491–1501 a roku 1511 se stala centrem diecéze. Palác Casa Cavassa slouží jako městské muzeum. Synagoga v Saluzzu byla založena v 18. století a od roku 1964 se neužívá k bohoslužbám.
Hlavním průmyslem je nábytkářství, ve městě také působí potravinářská firma Sedamyl. V okolí se pěstuje vinná réva, jablka a meruňky, pochází odsud plemeno slepic Bianca di Saluzzo. Sídlí zde správa chráněné oblasti Parco del Monviso. 
V Saluzzu se odehrává příběh o Gualtierim a Griseldě z Dekameronu. Počátkem patnáctého století ve městě působil vlámský malíř Hans Clemer. Narodil se zde Silvio Pellico, italský vlastenec vězněný na Špilberku.